# Chialingosaurus kuani
Chialingosaurus kuani — вид птахотазових динозаврів родини стегозаврових (Stegosauridae), що існував в пізній юрі (160 млн років тому).

## Скам'янілості
Рештки динозавра знайден у 1957 році у відкладеннях формації Шасімяо у провінції Сичуань на півдні Китаю. Зразок складається з часткового скелета без черепа. Він містить шість хребців, коракоїди, плечові кістки, праву променеву кістку та три ості. У 1978 році виявлено другий зразок — скелет з частковим черепом і нижньою щелепою, деякими елементами хребців і кінцівок і чотирма пластинами. Третій екземпляр, CV 203, частковий скелет без черепа, був зроблений паратипом. Усі екземпляри молоді або недорослі.

## Назва
На основі типового зразка у 1959 році палеонтологом Ян Чжунцзяном описано нові рід та вид стегозавра. Родова назва Chialingosaurus відноситься до річки Цзялін, в долині якої зібрано рештки. Назва виду kuani вшановує Гуаня Яо-Ву, який знайшов типові зразки. Вид став першим динозавром, що виявлений у Китаї.